# Kozjak Začretski
Kozjak Začretski es una localidad de Croacia en el municipio de Sveti Križ Začretje, condado de Krapina-Zagorje.

## Geografía
Se encuentra a una altitud de 176 m s. n. m. a 52,9 km de la capital nacional, Zagreb.

## Demografía
En el censo 2011, el total de población de la localidad fue de 232 habitantes.